# Parque Nacional das Cevenas
O Parque Nacional das Cevenas (em francês:  Parc national des Cévennes, pronúncia em francês: [paɾk natjɔnal de sevɛnə]) é um parque nacional localizado no sul da França, na área montanhosa de Cevenas. Criado em 1970, o parque tem sua sede administrativa em Florac no Castelo de Florac. Ele está localizado principalmente nos departamentos de Lozère e Gard, além de abrangir algumas partes de Ardèche e Aveyron, estendendo-se, portanto, por um número recorde de departamentos para um parque nacional. A caverna Aven Armand está localizada no parque. Em 2011, o parque passou a fazer parte das Causses e Cevenas, paisagem cultural agro-pastoril mediterrânea que é patrimônio mundial da UNESCO.

## Geografia
O parque inclui várias montanhas e planaltos, entre eles: Mont Lozère, Mont Aigoual, Causse Méjean, França. O Mont Lozère é o pico mais alto da região, atingindo 1.699 metros.

## História
A região de Cevenas é rica em história, com uma forte identidade cultural, estando no centro da revolta de Camisard, que se seguiu à revogação do Édito de Nantes (Édito de Fontainebleau), após o qual os protestantes foram ativamente perseguidos. Diversos testemunhos da guerra de Camisard em Cevenas abundam em cidades e vilarejos do Parque Nacional das Cevenas. Uma exposição permanente dedicada à memória dos Camisardos foi elaborada no antigo templo de Le Rouve (comuna de Saint-André-de-Lancize).

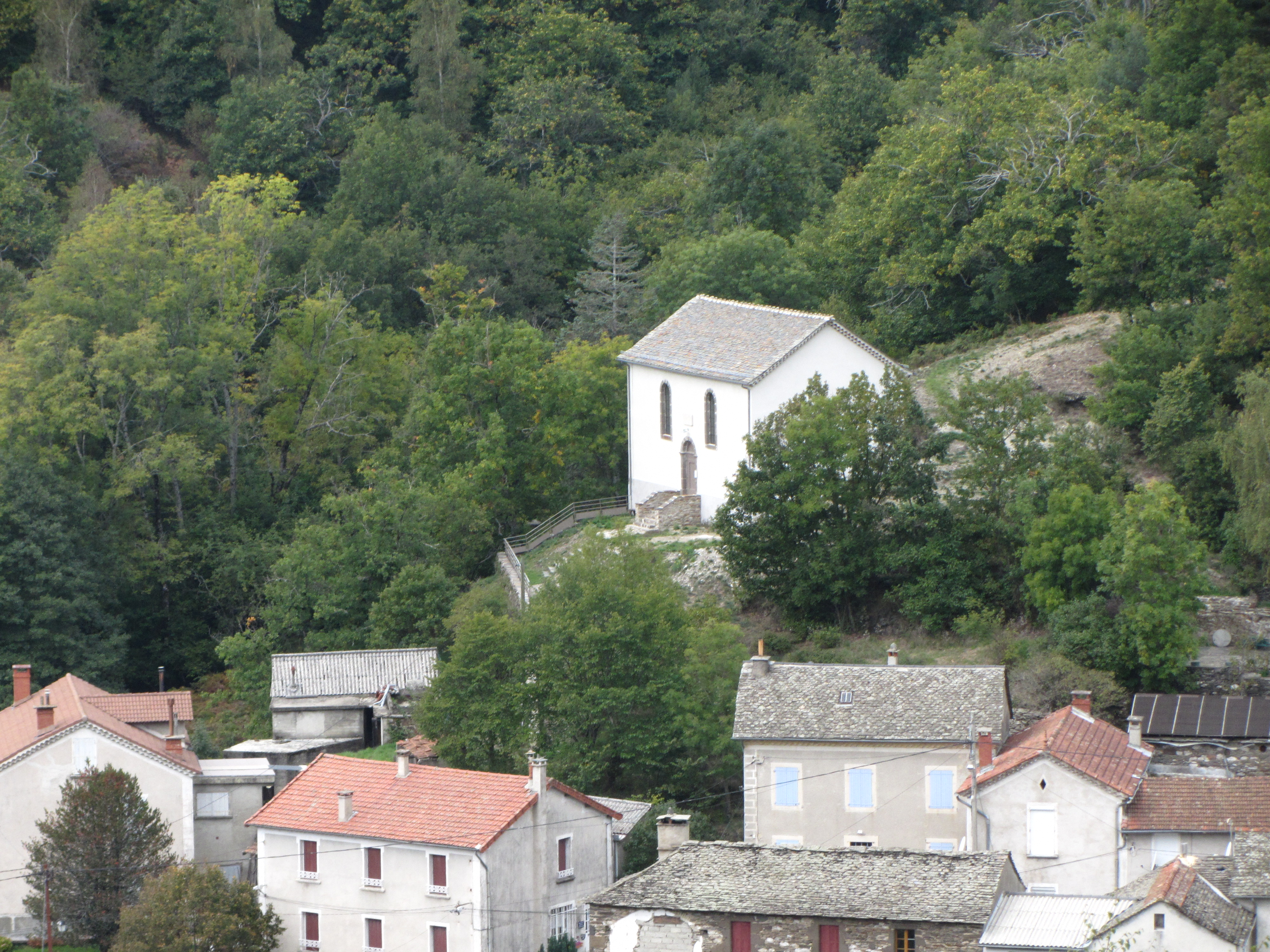
O templo de Rouve Bas: hoje dessacralizado, é um memorial dedicado à guerra de Camisard nas montanhas de Bougès (Cevenas).

## Pontos relevantes
- Arboretum de Cazebonne
- Aven Armand